# 包世学
包世学（1938年—），男，蒙古族，吉林洮南人，中国画家，曾任中国美术家协会理事。